# Irineu Colato
Irineu Colato (Ijuí, 1 de julho de 1945) é um político brasileiro. Pertence ao Partido Progressista.
Foi três vezes prefeito de Horizontina: de 1975 até 1982, de 2001 até 2004, e de 2009 até 2013. Em maio de 2004 foi afastado do cargo junto com o vice-prefeito Carlos Berwian (PMDB), por decisão do Tribunal Superior Eleitoral (TSE). Os dois tiveram os mandatos cassados por abuso de poder econômico e compra de votos nas eleições de 2000.
Atuou como deputado federal do Rio Grande do Sul entre 1983 e 1985.